# Броберг, Бейнта
Бента Кристина Броберг (фар. Bente Christine Broberg; около 1667 — 15 февраля 1752), также известная как Бейнта Броберг (фар. Beinta Broberg), — одна из самых известных женщин в истории Фарерских островов. Она стала героиней ряда произведений литературы и кино.

## Биография
Бейнта Броберг родилась в Торсхавне, в семье Педера Сёренсена и Биргитты Мари Йенсдаттер Бёгвад, которые принадлежали к высшему сословию датских чиновников на Фарерских островах. Она была замужем трижды: в 1695 году её супругом стал викарий Йонас Йонасен (1660—1700) из Вийарайи, в 1702 году — викарий Нильс Грегерсен Огорд (1672—1706) из Мивоавура с острова Воар, а в 1706 году (по протестантскому обычаю вдовы викариев выходили замуж за их преемников) — викарий Педер Дитлевсен Архбое (1675—1756) с острова Воар.
В отличие от большинства вдов викариев того периода, она не вышла замуж за преемника своего первого мужа после смерти своего супруга в 1700 году, а предпочла остаться в доме викария во время своего траура, а по его окончании выйти замуж за следующего датского викария, присланного на Фарерские острова. Её последний супруг был смещён с должности викария после конфликтов его с приходом в 1718 году. Судя по результатам расследования, которое привело к его низложению, он, похоже, был психически болен. После всех этих событий супруги жили в нищете на Воаре.
У Бейнты Броберг были три дочери и один сын. Однако, ни одна её дочь не известна по имени.

## В фольклоре
В преданиях и сагах её именуют «злой Бейнтой» (Illa Beinta) и приписывают ей вину за смерть её первых двух супругов и безумие третьего из-за её плохого обращения со своими слугами и из-за того, что она якобы была ведьмой. Современные ей документы упоминают Броберг лишь косвенно и не подтверждают, насколько верен или ложен был её популярный образ, а также насколько активно она участвовала в событиях своей жизни. Её истинная фигура затмевается многочисленными мифами и легендами, окружающими её образ.

## В культуре
- 1927 : Бейнта, в которой поэт Ханс Андриас Джурхуус изобразил её как несчастную женщину приносит несчастья своим мужчинам без какой-либо личной ответственности.
- 1939 : Барбара, в которой писатель Йёрген-Франц Якобсен изобразил её как «дитя природы», которое живёт в соответствии со своими потребностями, не думая о последствиях.
- 1997 : «Барбара», фильм датского режиссёра Нильса Мальмроса.